# Лемер, Эктор
Эктор Жозеф Лемер (фр. Hector Joseph Lemaire; 15 августа 1846, Лилль[…] — 14 мая 1933, Париж) — французский скульптор.

## Биография
Родился в 1846 году в Лилле.
Учился ремеслу скульптора в Париже: сперва в Высшей школе декоративных искусств, а затем — в Высшей школе изящных искусств, где его учителями были Огюст Дюмон и Александр Фальгьер.
В 1866 году он получил премию Викара, аналог Римской премии, которую присуждал городской совет Лилля, и благодаря этому смог провести в Риме несколько лет (1866—69).
Вскоре после возвращения был назначен профессором скульптуры в Высшей школе декоративных искусств Парижа, где когда-то учился сам. Имел многочисленных учеников, среди которых выделялся Анри Бушар.
Кавалер ордена Почетного легиона (1892). Регулярный экспонент Парижского салона.
Скончался Эктор Лемер в 1933 году в Париже.

## Галерея

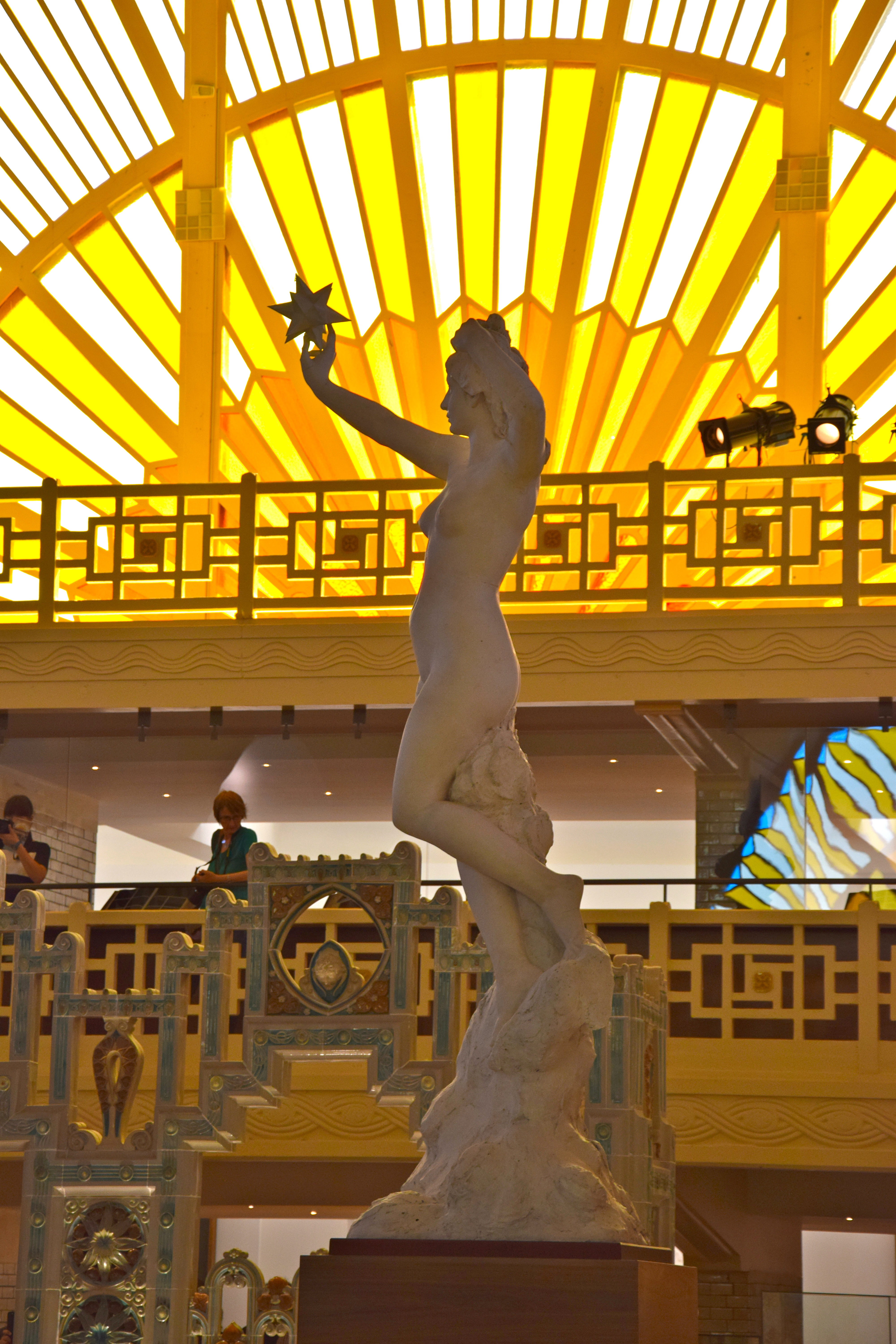
Пастушья звезда[6] (1902), Музей изящных искусств Рубе
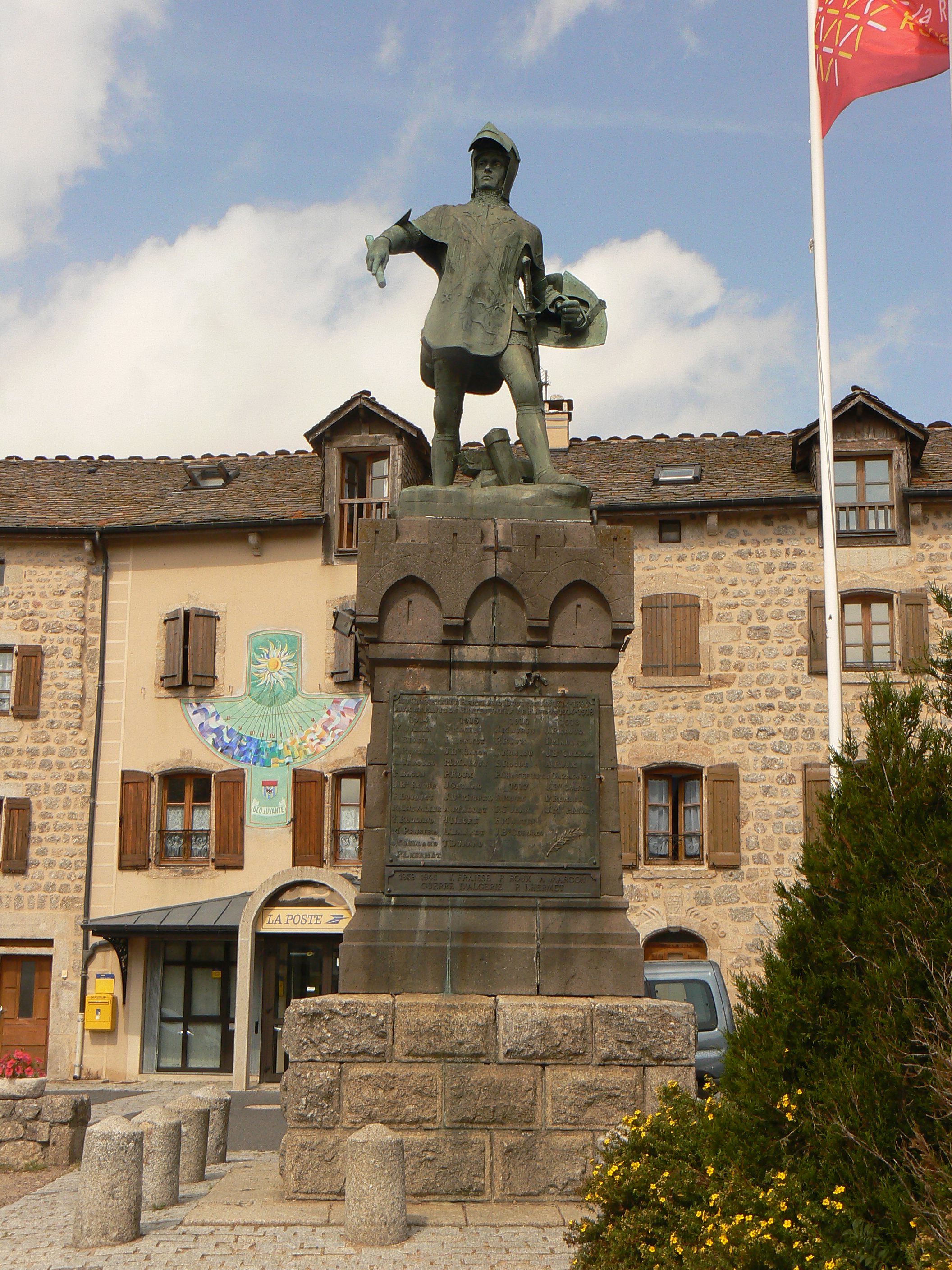
Памятник герою Столетней войны коннетаблю Франции Бертрану Дюгеклену, Шатонёф-де-Рандон.
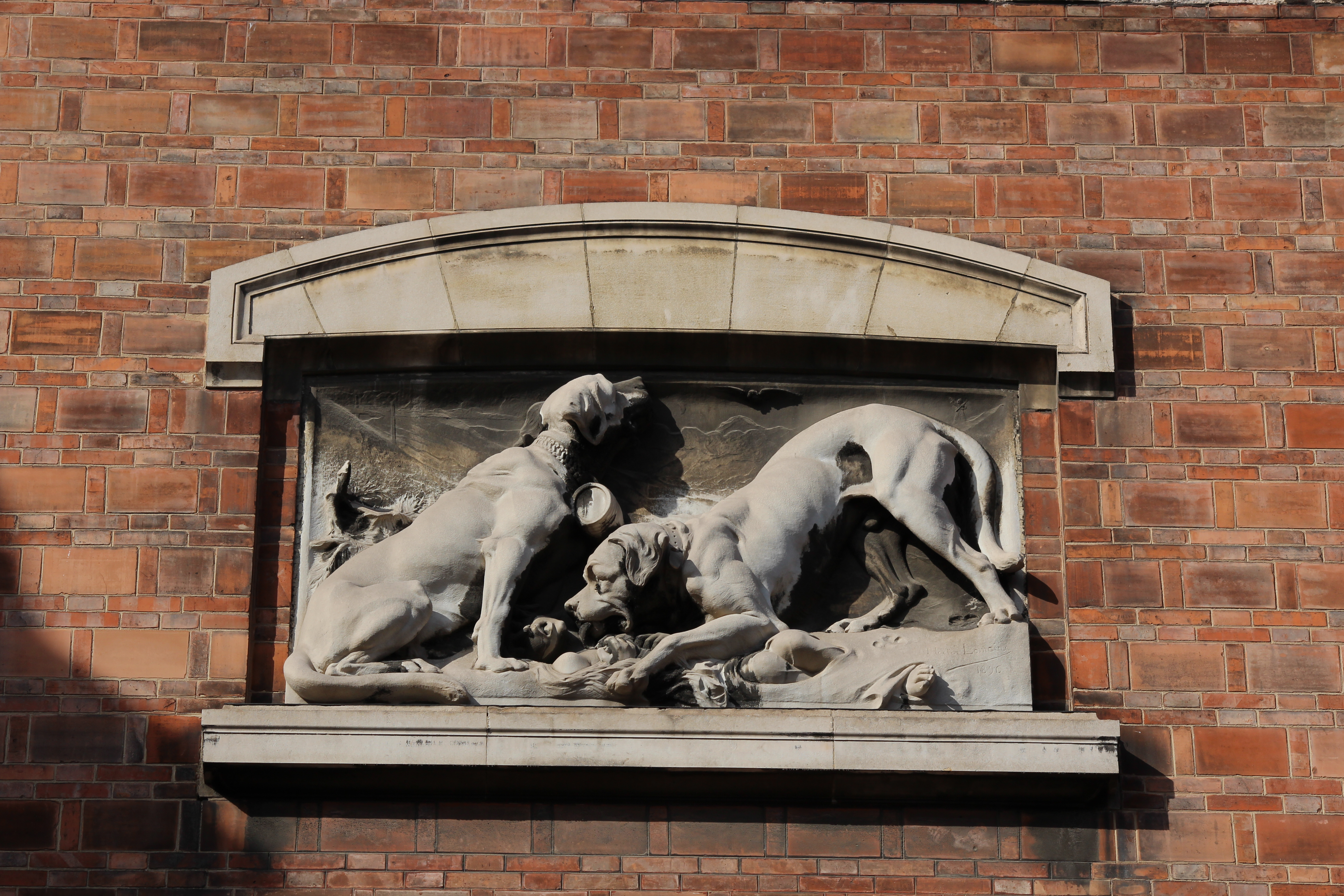
Собаки перевала Сен-Бернар (сенбернары; 1896), горельеф, Галерея палеонтологии и сравнительной анатомии, Париж (фасад)
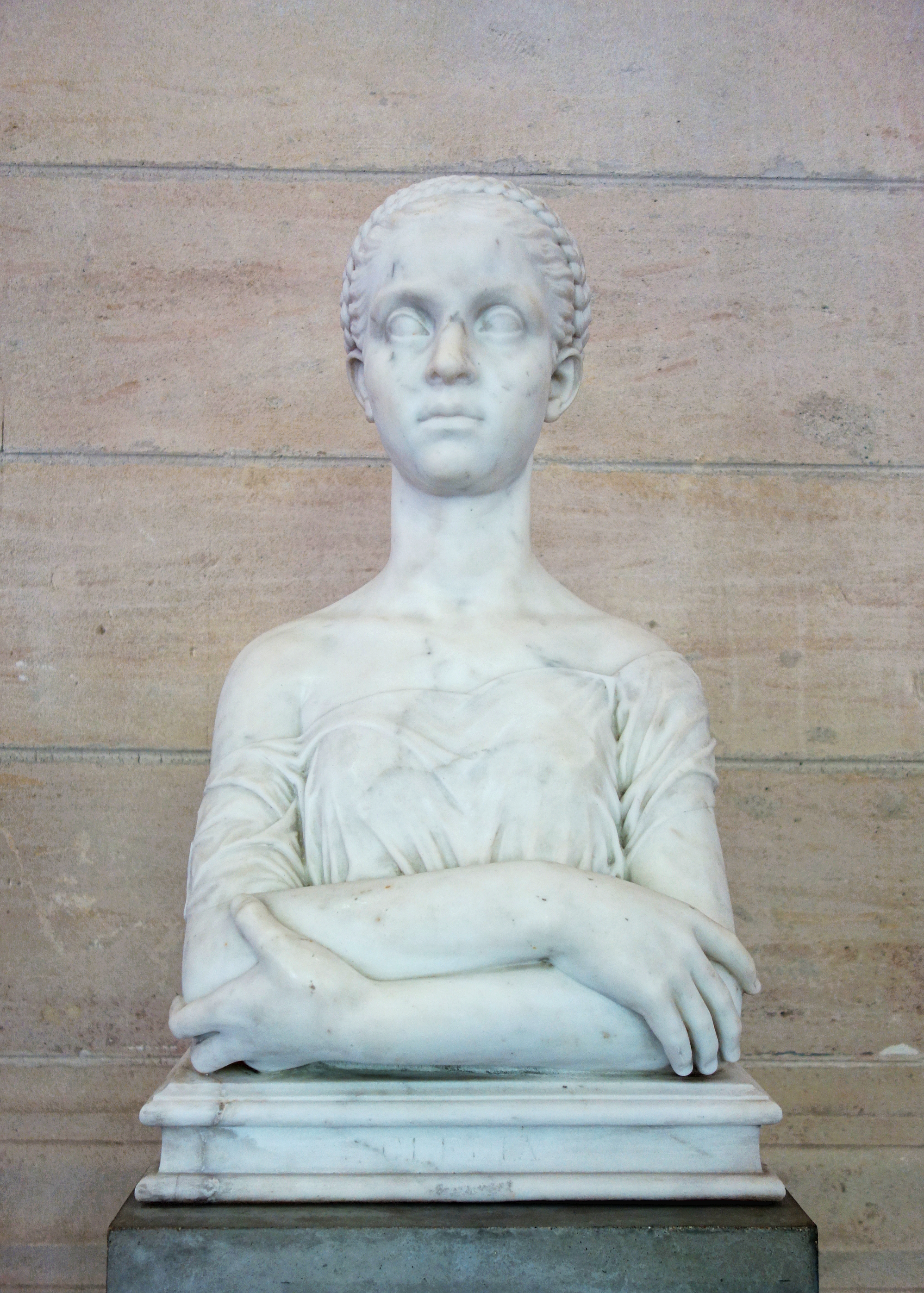
Клелия (1869), Дворец изящных искусств (Лилль)
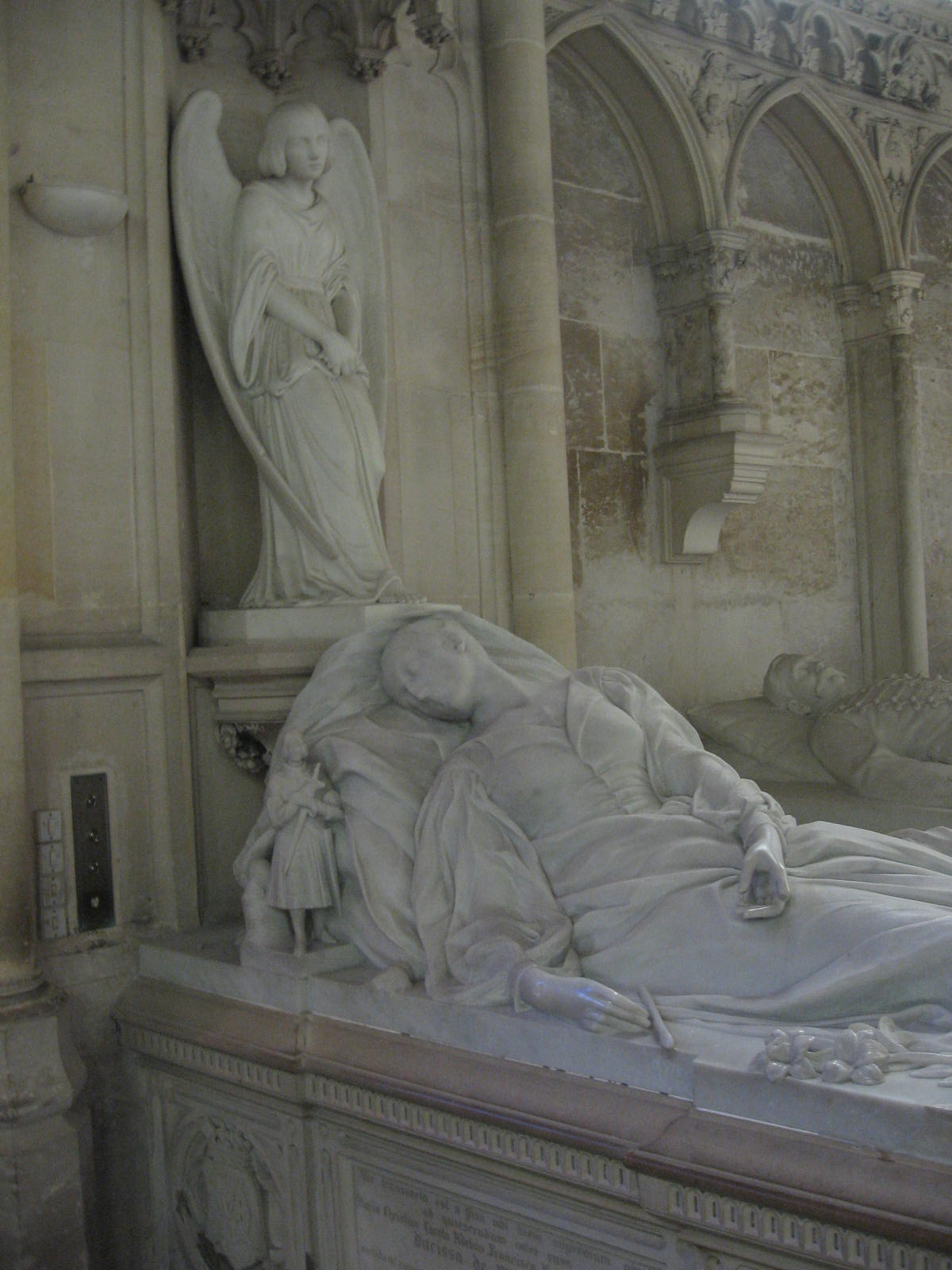
Надгробие Марии Орлеанской, Королевская капелла в Дрё
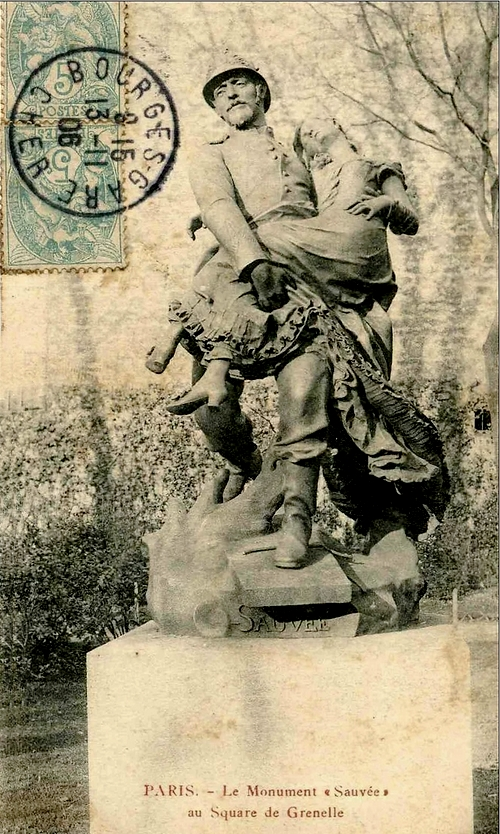
«Спасённая» (1889). Скульптура была установлена в Париже и увековечивала подвиг пожарных (не сохранилась).